# Transfermarkt.de
Transfermarkt.de — згідно з kicker.de, найбільший сайт Німеччини на спортивну тематику та один з найбільших порталів, акцентованих на футболі.

## Історія
Сайт було створено у травні 2000 року Матіасом Зайделем. У листопаді 2007 року став активним домен transfermarkt.at, у січні 2008 — transfermarkt.ch. З січня 2009 став доступним домен transfermarkt.co.uk, британська версія сайту, в лютому цього ж року відкрився сайт transfermarkt.tv, де проводяться інтерв'ю та обговорюються футбольні матчі. В липні 2010 року вийшла італійська версія transfermarkt.it. У серпні вийшов аналог сайту soccerdonna.de, який спеціалізується на жіночому футболі, та має подібний інтерфейс. Два місяці потому вийшов турецький аналог — transfermarkt.com.tr.

## Опис
Сайт публікує новини поточного трансферного вікна, також надає інформацію про клуби та ринкову вартість футболістів.